# Alain David (homme politique)
Pour les articles homonymes, voir Alain David et David.
Alain David, né le 2 juin 1949 à Libourne (Gironde) est un homme politique français, membre du Parti socialiste. Il est député de la 4e circonscription de la Gironde depuis 2017 et siège à la Commission des Affaires étrangères de l'Assemblée nationale. Il a également été maire de Cenon (Gironde).

## Éléments personnels

### Famille et vie privée
Alain David est né le 2 juin 1949 à Libourne dans le département de la Gironde. Il est l'aîné d'une famille de 12 enfants. Son fils Michaël David, 31e sur la liste élue en 2014, intègre le conseil municipal de Cenon en juillet 2017 à la faveur de la démission d'un conseiller de la majorité et occupe le poste de 3e adjoint chargé des finances et des marché publics.

### Carrière professionnelle
Alain David occupe le poste d'ingénieur à la SAFER Aquitaine Atlantique de 1970 à 1998. Il est aujourd'hui retraité.

## Parcours politique

### Débuts
Alain David commence son engagement politique à la fédération de Gironde du Parti Socialiste comme secrétaire de section durant de nombreuses années. Il y est secrétaire fédéral de 1993 à 1997 avant de devenir membre du bureau fédéral.

### Élu local

#### À Cenon (Gironde)
Aux élections municipales de 1977, Alain David obtient son premier mandat local de conseiller municipal de Cenon. En 1985, il devient adjoint au maire et vice-président de la Communauté urbaine de Bordeaux.
Il se présente ensuite comme maire aux élections municipales de 1995 à Cenon et l'emporte dès le premier tour avec 50,93% des voix alors même que le maire sortant René Bonnac se représentait.
La même année, il est suppléant de Conchita Lacuey, élue députée sur la 4e circonscription de la Gironde
Durant son mandat, il entreprendra notamment la création la zone franche urbaine Bordeaux Rive Droite (au 1er janvier 1997), à l'origine de la création de plus de 5 000 emplois dans la région.
Il est réélu en 2001, 2008 et 2014, à chaque fois dès le premier tour et avec plus de 60% des voix[réf. nécessaire].
Il obtient l'arrivée du tramway de Bordeaux en mars 2003. Cet événement marque le début d'une période de modernisation et plus grande attractivité pour la commune.
Il redevient simple conseiller municipal le 18 juillet 2017, à la suite de son élection à l'Assemblée nationale.

#### En Gironde
À la suite des élections cantonales de 1998, Alain David devient conseiller départemental de la Gironde, réélu en 2001, 2004, 2008, 2011, 2015. Il est nommé président du service départemental d'incendie et de secours (SDIS).

### Député

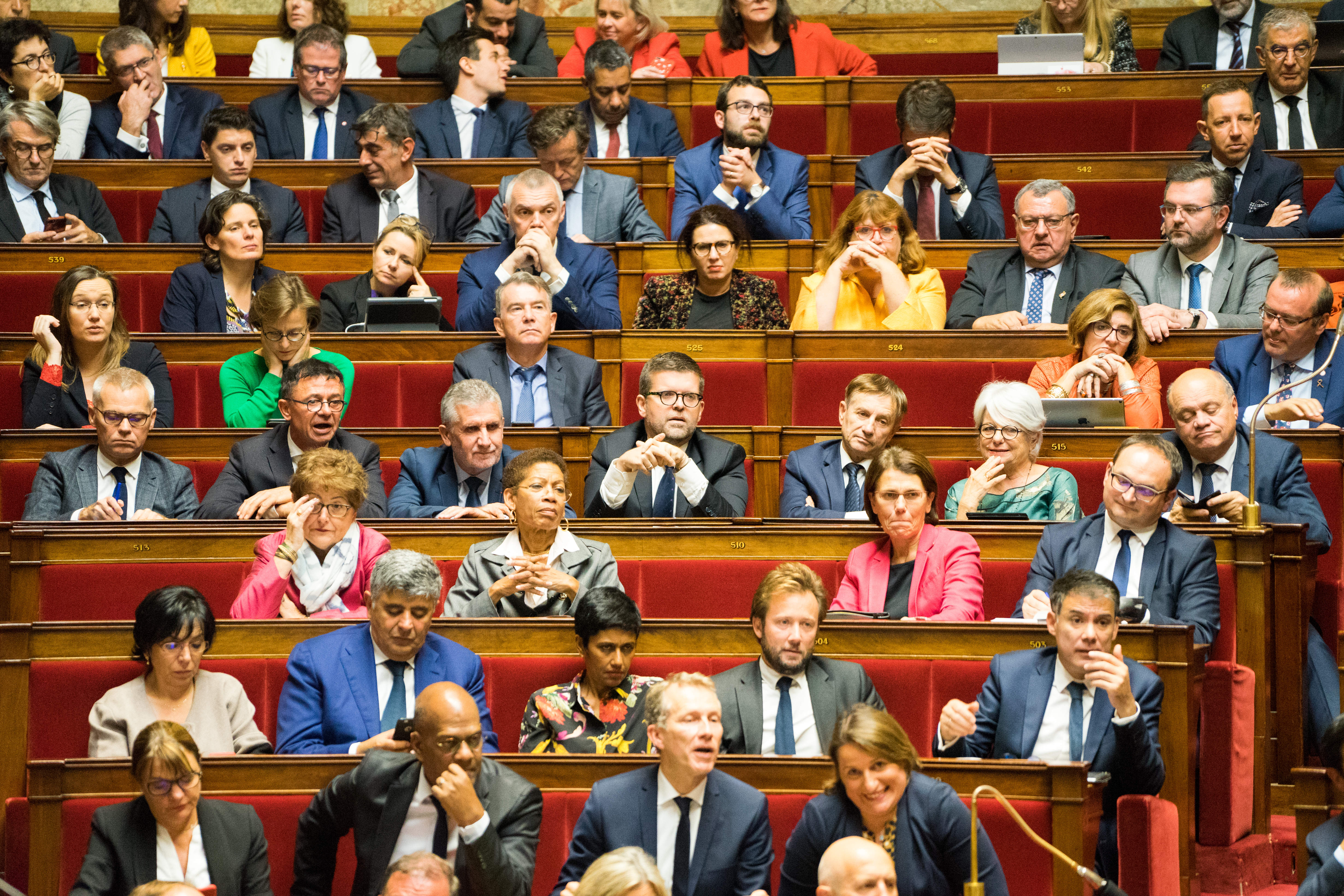
Alain David en 2018 en séance dans l'hémicycle de l'Assemblée nationale à gauche du 4e rang.

Le 18 juin 2017, il est élu député de la 4e circonscription de la Gironde, avec 50,91 % des voix et siège au groupe Socialistes et apparentés. Il vote en 2017 contre la déclaration de politique générale du gouvernement Philippe.
Dans le cadre de son mandat de député, il est également président du groupe d’amitié France-Birmanie et vice-président des groupes d'amitiés France-États-Unis, France-Maroc et France-Portugal[pertinence contestée].

#### Commission des Affaires étrangères
En 2018, il est nommé secrétaire de la commission des Affaires étrangères à l'Assemblée nationale.
En 2019, il est nommé co-rapporteur de la mission d'information « Dérèglements Climatiques et Conflits » et effectue un premier déplacement au Bangladesh du 9 au 13 décembre 2019, qui est l'un des pays les plus affectés par les changements climatiques.

## Résultats électoraux

### Élections législatives
| Année | Parti  | Parti | Circonscription  | 1er tour | 1er tour | 1er tour | 2d tour | 2d tour | 2d tour | Issue |
| Année | Parti  | Parti | Circonscription  | Voix     | %        | Rang     | Voix    | %       | Rang    | Issue |
| ----- | ------ | ----- | ---------------- | -------- | -------- | -------- | ------- | ------- | ------- | ----- |
| 2017  |        | PS    | 4e de la Gironde | 6 857    | 16,31    | 2e       | 15 550  | 50,91   | 1er     | Élu   |
| 2022  | 17 628 | PS    | 4e de la Gironde | 40,55    | 1er      | 22 876   | 59,73   |         | 1er     | Élu   |

### Élections départementales
| Année | Parti | Parti | Canton | Binôme          | 1er tour | 1er tour | 1er tour | 2d tour | 2d tour | 2d tour | Issue |
| Année | Parti | Parti | Canton | Binôme          | Voix     | %        | Rang     | Voix    | %       | Rang    | Issue |
| ----- | ----- | ----- | ------ | --------------- | -------- | -------- | -------- | ------- | ------- | ------- | ----- |
| 2015  |       | PS    | Cenon  | Nathalie Lacuey | 4 683    | 43,45    | 1er      | 7 005   | 68,14   | 1er     | Élu   |

### Élections cantonales
| Année | Parti | Parti | Canton | 1er tour | 1er tour | 1er tour | 2d tour | 2d tour | 2d tour | Issue |
| Année | Parti | Parti | Canton | Voix     | %        | Rang     | Voix    | %       | Rang    | Issue |
| ----- | ----- | ----- | ------ | -------- | -------- | -------- | ------- | ------- | ------- | ----- |
| 1998  |       | PS    | Cenon  | 5 118    | 46,78    | 1er      | 6 275   | 70,60   | 1er     | Élu   |
| 2004  | 9 635 | PS    | Cenon  | 53,48    |          |          |         |         |         | Élu   |
| 2011  | 4 538 | PS    | Cenon  | 52,96    | 6 823    | 1er      | 73,82   | 1er     |         | Élu   |

## Décorations
- Chevalier de la Légion d'honneur par décret du 12 juillet 2013[13]
- Chevalier de l'ordre du Mérite agricole